# Andreas Nilsson
Andreas Nilsson (Trelleborg, 1990. április 12. –) svéd válogatott kézilabdázó, beálló, jelenleg az Önnereds HK játékosa.

## Pályafutása
Andreas Nilsson szülővárosában, Trelleborgban kezdett sportolni, kipróbálta a labdarúgást és a jégkorongot is, végül kézilabdázó lett. Az IFK Trelleborg akkoriban a svéd első osztály játszott, játékerőben a bajnokság végéhez tartozott, 2009-ben ki is esett a másodosztályba. Nilsson ekkor igazolt a bajnokság első feléhez tartozó IFK Skövde csapatába. Az itt töltött idő alatt minden szezonban bejutottak a bajnoki rájátszásba, 2012-ben ő lett csapata leggólerősebb játékosa a bajnokságban lőtt 193 góljával.
A következő szezonban már a Bundesligában játszott, a HSV Hamburg csapatában. Rögtön ott töltött első szezonjában megnyerte a Bajnokok Ligáját. 2013-ban a bajnokságban ötödik lett a csapata, a Bajnokok Ligájában pedig a nyolcaddöntőben búcsúzott, ráadásul komoly pénzügyi gondjaik voltak, emiatt több játékosuktól is megváltak. Nilsson szerződéséből is még egy év volt hátra, amikor 2014-ben a magyar bajnokhoz igazolt.
A magyar csapattal megnyerte a nemzeti bajnokságot és a kupát, valamint kétszer játszott Bajnokok Ligája finálét, mindkétszer ezüstérmet szerezve. 2015 novemberében ki kellett hagynia néhány hetet, miután elszenvedte pályafutása hatodik agyrázkódását a november 5-én Oroszország ellen vívott felkészülési mérkőzésen.
A svéd válogatottban 2010 óta szerepel, részt vehetett már Európa-bajnokságon, világbajnokságon és a 2012-es londoni olimpián, ahol ezüstérmes lett. A 2014-es Európa-bajnokságot végigjátszotta rontott lövés nélkül, 23 kapura lövésből 23 gólt ért el. A 2021-es világbajnokságra történő felkészülés során a hosszú szezon és családi okok miatt két nap plusz szabadnapot kért, ezután 2023 novemberéig nem kapott meghívót a válogatottba Glenn Solberg szövetségi kapitánytól. Világversenyen a 2024-es Európa-bajnokságon játszott újra svéd színekben és bronzérmet nyert.

## Sikerei
- Olimpiai ezüstérmes: 2020
- Európa-bajnokságon bronzérmes: 2024
- Bajnokok Ligája győztese: 2013
  - döntős: 2015, 2016
- Magyar bajnokság győztese: 2015, 2016, 2017, 2018, 2019, 2023, 2024
- Magyar kupa győztese: 2015, 2016, 2017, 2018, 2021, 2022, 2023, 2024